# Butterfinger
Butterfinger (en inglés: Butter, mantequilla y finger, dedos; "dedo de mantequilla") es una golosina de mantequilla de maní del grupo Ferrero, en venta en Estados Unidos y México

## Historia
Butterfinger fue inventado por la Curtiss Candy Company de Chicago, Illinois en 1923. La compañía llevó a cabo una competencia pública para elegir el nombre del vestido del caramelo. El nombre es un término del argot usado para describir a una persona torpe, en acontecimientos que se divierten para describir a menudo a un atleta que no pueda sostener sobre la bola. Tuvo trabajo temprano con trucos y publicidad para la comercialización, la compañía cayó, Butterfinger y barras de caramelo de Baby Ruth, realizaron campañas con aeroplanos en las principales ciudades de Estados Unidos las cuales ayudaron a aumento su renombre. Dos lemas actualmente anuncian la barra de caramelo; "siguen el dedo" y "explotar del ordinario!", antes de esto, Bart Simpson y otros personajes Los Simpson aparecieron en numerosos anuncios para el promocionar el producto a partir de 1989 a 2001, con los lemas Nobody better lay a finger on my Butterfinger (Será mejor que nadie ponga un dedo en mi Butterfinger), Bite my Butterfinger (Muerde mi Butterfinger) y Nothing like a Butterfinger (Nada es como un Butterfinger). Butterfinger fue retirado de las tiendas alemanas debido al rechazo de los consumidores al ser uno de los primeros productos que etiquetarían contener los ingredientes genético modificados del maíz. Después de una serie de fusiones y de adquisiciones, la barra de caramelo ahora es producida por Nestlé.

## Productos derivados
- Butterfinger BB's (bolitas) solo en EUA
- Butterfinger Crisp, México y EUA
- Butterfinger Stixx, EUA
- Butterfinger Ice Cream Bars (barras de helado), EUA
- Butterfinger Ice Cream Nuggets (bolas de helado de sabor Butterfinger cubiertas de chocolate), EUA
- Butterfinger Hot Chocolate, EUA
- Butterfinger Snackerz, EUA
- Butterfinger Bites (bocaditos de Butterfinger), EUA y México
- Butterfinger Nest Eggs (huevos de chocolate), EUA y México
- Butterfinger Peanut Butter Cups (tacitas de mantequilla de mani), EUA y México
- Butterfinger Creme Pie (pay de sabor Butterfinger), Burger King de EUA
- Helado de sabor Butterfinger, de Dreyer's/Edy's, EUA
- Butterfinger Bar barra México y EUA